# Moulin à eau de Sautré
Pour les articles homonymes, voir Moulin à eau (homonymie).
Le Moulin de Sautré (parfois orthographié Sautret) est un moulin à eau situé dans le département de Maine-et-Loire à Feneu. L’édifice a été inscrit au titre des monuments historiques en 2002.
Toujours doté d’un équipement complet de meunerie en état de marche datant de la fin du XIXe siècle, le moulin de Sautré constitue un élément majeur de l’héritage des moulins à eau et minoteries en Anjou.

## Historique
Il existait à Sautré plusieurs moulins. Un ancien moulin mentionné dans les archives du XIIe siècle, sous le nom de « grand moulin ». Un moulin plus récent, construit probablement au XVIIe siècle, mentionné sous le nom  de « petit moulin ».
Le site de Sautré, se trouve  au débouché de la petite rivière de la Suine sur la Mayenne,  au pied du château d’origine médiévale qui verrouillait depuis le XIe siècle l’accès à Angers. Le fief de Sautré au début du XIIe siècle relevait du prieuré du Bignon. Un second fief dans lequel se situait le château fort de Sautré, relevait du château d’Angers. Son seigneur fut assez puissant, pour se rendre maître des moulins de la rivière Mayenne.
Compte tenu de son emplacement, Sautré était un lieu stratégique où fut érigée une forteresse de défense relevant du Comte d'Anjou. En témoignent la construction d'un duit de défense (les duits étaient des digues empierrées submersibles donc inaccessibles l’hiver, destinés à refouler l’eau ce qui permettait la navigabilité du fleuve en toute saison et l’accès aux quais) et d’un  péage au profit du seigneur possédant le château.
Au XIIe siècle, le site est aménagé par une chaussée créant la chute nécessaire au fonctionnement des moulins ainsi qu’une porte marinière, sur la rivière permettant aux bateaux de franchir la chaussée.
L’exploitation des moulins est attestée par de nombreux aveux qui s’échelonnent du XVe au XVIIIe siècle. En particulier l’aveu du 14 mars 1406 de Brient de la Haye Joullain qui était l’homme lige de René Duc d'Anjou et conservé à la chambre des comptes d'Anjou. Un autre aveu du 1er avril 1671  provenant du censier du fief du Bignon au XVIIe siècle nous montre que le prieur  percevait encore la dîme des blés et grains moulus dans les moulins ainsi que le poisson qui s’y pêchait dans la rivière.
Au XVIIIe siècle le « petit moulin » est un moulin foulon à draps (tissus de laine), le « grand moulin » produit de la mouture c’est-à-dire des grains. Le grand moulin brûle en 1766. Il est reconstruit la même année, aux frais du seigneur, le comte Goddes de Varennes et du meunier Joseph François. En 1780, il  reconstruit aussi le petit moulin comme moulin à grains, seigle et froment. La chaussée est alors en  très mauvais état et donne lieu à de fréquentes réparations.